# 内田智之 (アナウンサー)
内田 智之（うちだ さとし、1983年7月12日 - ）は、福島放送のアナウンサー。

## 人物
- 兵庫県神戸市[要出典]出身。
- 三田学園中学校・高等学校、関西学院大学社会学部卒業[要出典]。

中学・高校時代の同級生に吉本興業所属のお笑い芸人・アポロン山崎がいる
中学・高校と吹奏楽部に所属　同じクラリネットパートの３学年下の後輩に講演家で作家の小林春彦がいる。
大学時代は学業の傍ら、生田教室に通いアナウンスメントの基礎を学ぶ。
- 同期は二階堂絵美、坂本洋子（元静岡第一テレビ）。
- 2007年4月 - 2009年3月 福島放送
- 2009年4月 - 2010年12月 宮崎放送
- 2011年1月 - 福島放送

## 担当番組

### 福島放送
- シェア！　サブキャスター
- ふくしまスーパーJチャンネル　メインキャスター・ニュースリポーター・中継　等
- ドミソラ　中継リポーター
- 全国高等学校野球選手権大会（実況）
- KFBニュース

### 宮崎放送時代
テレビ
- わけもん!（2009年7月 - 2010年12月）
- MRTニュース Next（スポーツコーナー）
- MRT THE NEWS（スポーツコーナー、2009年10月 - 2010年3月）
- 全国高等学校野球選手権大会（実況）
- MRTニュース

ラジオ
- スイッチ音TIME（2010年4月 - 2010年12月）
- 恋ラジ（2009年10月4日 - 2010年9月）
- ラジオスナックいってみろや
- 宮崎元気印 情熱企業
- MRTニュース